# Bonfire (caballo)
Bonfire (21 de marzo de 1983 – 28 de octubre de 2013), o Gestion Bonfire, fue un caballo de raza oldemburgués de competencia de adiestramiento con la amazona holandesa Anky van Grunsven.
El binomio compitió en múltiples campeonatos nacionales e internacionales, incluyendo tres Juegos Olímpicos y dos Juegos Ecuestres Mundiales. Ganando una medalla de oro y cuatro de plata en los Juegos Olímpicos, y una medalla de oro y tres de plata en los Juegos Ecuestres Mundiales.
Conocido por tener un temperamento duro, Bonfire fue uno de los mejores caballos de Anky - Hasta que encontró a su reemplazo, Salinero, nunca creyó encontrar un caballo con el talento de Bonfire. Actualmente, hay una estatua de Bonfire en la casa de Anky, en Erp.

## Competencias
Bonfire debutó con Anky en 1991 en el campeonato Europeo de Doma en Donaueschingen, Alemania, ganando 5.º lugar y por equipo medalla de bronce.
En el campeonato en Mondorf, Luxemburgo, ganan medalla de plata tanto en individual como por equipo.
En el campeonato en Arhem, Bonfire se llevan la medalla de oro individual y medalla de plata por equipo.
En los Juegos de 1992, sacaron 4 lugar individual, mientras que por equipo ganaron medalla de plata.
En los Juegos de 1996, ganaron medalla de plata.
En 2000, en los juegos de Sídney, ganan su primera medalla de oro individual, mientras que por equipo ganan medalla de plata. En estos juegos, Bonfire es reemplazado por Salinero.

## Retiro
Bonfire fue retirado de las canchas de adiestramiento en 2000. Luego de su retiro, Anky declaró que creía que nunca encontraría un caballo como Bonfire; Sin embargo, Salinero demostró ser tan bueno o mejor que Bonfire.
En la casa de Anky existe una estatua de Salinero, y en 2012 Bonfire seguía en su retiro en el campo de Anky en Holanda.
Bonfire falleció el 28 de octubre de 2013.

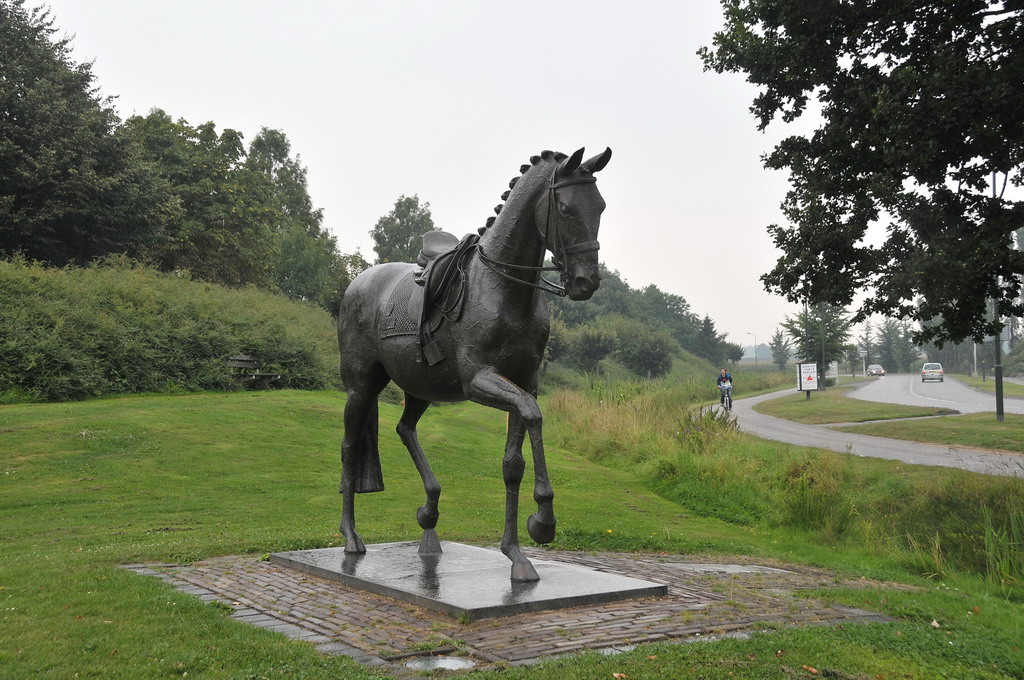
Estatua de Bonfire en Erp